# Charles Edward Merriam

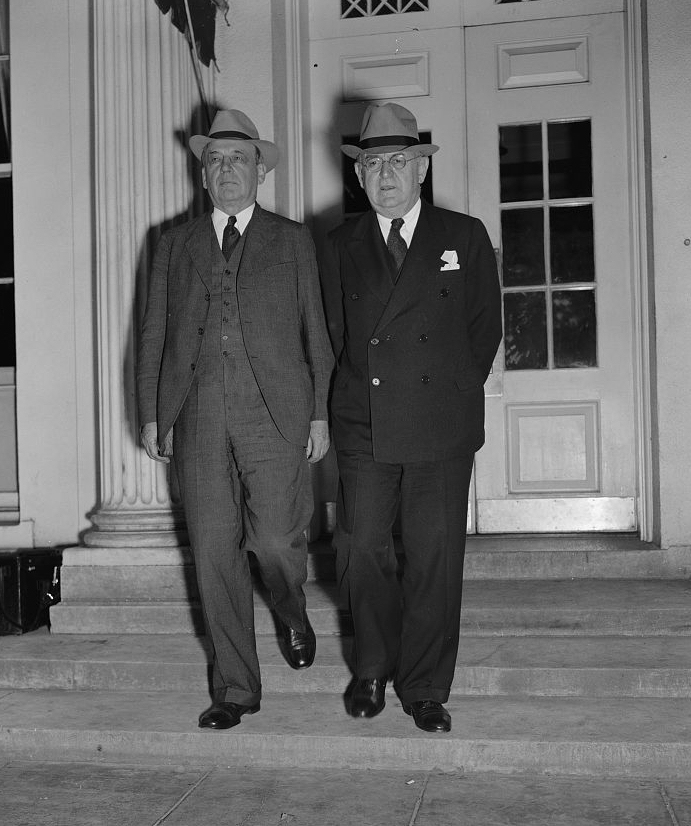
Charles Edward Merriam (izquierda) y Louis Brownlow en la Casa Blanca en 1938

Charles Edward Merriam (15 de noviembre de 1874 – 8 de enero de 1953) fue un profesor de ciencia política en la Universidad de Chicago y el fundador del conductismo en las ciencias políticas. Su hermano mayor fue John C. Merriam.
Merriam trabajó como consejero para los presidentes de Estados Unidos Herbert Hoover y Franklin Roosevelt.

## Educación y juventud
Charles Merriam nació en Hopkinton, Iowa, el 15 de noviembre de 1874, hijo de Charles Edward Merriam y Margaret Campbell Kirkwood Merriam. Los Merriams remontan su linaje escocés como inmigrantes que se establecieron en Massachusetts en 1638. Charles E. Merriam, su padre había nacido en Princeton, Massachusetts, se mudó a Iowa en 1855, y sirvió en el Regimiento 12 de Infantería de Iowa en la Guerra Civil Americana. Charles y Margaret (ambos presbiterianos) se casaron en 1868. Charles E. Merriam padre era propietario de una mercería tienda y era jefe de correos y presidente de la junta escolar en Hopkinton. Su hermano mayor era John C. Merriam (que se convirtió en un destacado paleontólogo), y tenía una hermana menor, Susan Agnes Merriam.

## Publicaciones importantes
- History of the Theory of Sovereignty since Rousseau. Columbia University Press, 1900
- A History of American Political Theories. Macmillan, 1903
- American Political Ideas: Studies in the Development of American Political Thought, 1865-1917. Macmillan, 1920
- The American Party System: An Introduction to the Study of Political Parties in the United States. Macmillan, 1922
- New Aspects of Politics. University of Chicago Press, 1925
- Four American Party Leaders: Henry Ward Beecher Foundation Lectures. Macmillan, 1926
- Chicago: A More Intimate View of Urban Politics. Macmillan, 1929
- The Making of Citizens: A Comparative Study of Methods of Civic Training. University of Chicago Press, 1931
- The Written Constitution and the Unwritten Attitude. Richard R. Smith, 1931
- Civic Education in the United States. C. Scribner's sons, 1934
- Political Power: Its Composition & Incidence. Whittlesey House, 1934
- The Role of Politics in Social Change. New York University Press, 1936
- Prologue to Politics. University of Chicago Press, 1939
- The New Democracy and the New Despotism. Whittlesey House, 1939
- On the Agenda of Democracy. Harvard University Press, 1941
- Public & Private Government. Yale University Press, 1944
- Systematic Politics. University of Chicago Press, 1945
- Non-Voting: Causes and Methods of Control, with H. F. Gosnell. University of Chicago Press, 1924
- Primary Elections, with Louise Overacker. University of Chicago Press, 1928
- The American Government: Democracy in Action, with Robert E. Merriam. Ginn and Company, 1954
- A History of Political Theories, Recent Times: Essays on Contemporary Developments in Political Theory, coeditado con Harry Elmer Barnes. Macmillan, 1924